# Coracina mindanensis
El oruguero filipino (Coracina mindanensis) es una especie de ave paseriforme de la familia Campephagidae endémica de Filipinas.

## Descripción
Mide alrededor de 22 cm de largo. Su plumaje es principalmente de color gris claro, con las plumas primarias y las exteriores de la cola negras, y la punta de la cola más clara. Los machos tienen el rostro negro, extendiéndose la mancha negra hasta la parte inferior del pecho.

## Distribución y hábitat
Se encuentra en las selvas de la mayor parte del archipiélago filipino, exceptuando las islas centrales y orientales. Está amenazado por la pérdida de hábitat.